# Michael Strank
Michael Strank (ur. 10 listopada 1919 w Jarzębinie jako Michal Strenk, zm. 1 marca 1945 na Iwo Jimie) – sierżant United States Marine Corps. Jeden z sześciu żołnierzy uwiecznionych na słynnym zdjęciu z 23 lutego 1945, przedstawiającym tzw. drugie zatknięcie flagi amerykańskiej na górze Suribachi.

## Życiorys
Urodził się we wschodniej części Czechosłowacji, w rodzinie karpackich Rusinów, choć często  błędnie bywa określany jako Ukrainiec. Od 1922 mieszkał z rodziną w Stanach Zjednoczonych. W 1935 stał się obywatelem amerykańskim, po naturalizacji swojego ojca, jednak do końca życia nie otrzymał oficjalnego dokumentu poświadczającego posiadanie obywatelstwa.
Po ukończeniu szkoły średniej wstąpił do Civilian Conservation Corps, gdzie służył przez osiemnaście miesięcy. 6 października 1939 jako ochotnik zaciągnął się w Pittsburghu do armii amerykańskiej. Został przydzielony do Marine Corps Recruit Depot Parris Island w Karolinie Południowej. Do stopnia kaprala został awansowany 23 kwietnia 1941. We wrześniu tego samego roku został przeniesiony z 1. Dywizją Piechoty Morskiej do Marine Corps Base Camp Lejeune w Karolinie Północnej, gdzie zastał go japoński atak na Pearl Harbor.
26 stycznia 1942 otrzymał stopień sierżanta. Brał udział w walkach przeciwko siłom japońskim na Pacyfiku. Podczas walk o Iwo Jimę był jednym z sześciu żołnierzy uwiecznionych na zdjęciu z 23 lutego 1945, przedstawiającym tzw. drugie zatknięcia flagi amerykańskiej na górze Suribachi. 1 marca 1945 poległ podczas dalszych walk o zdobycie wyspy.
Brat Michaela, Peter, podczas II wojny światowej służył na lotniskowcu USS „Franklin” (CV-13).
Jego grób znajduje się na Cmentarzu Narodowym w Arlington.

## Upamiętnienie

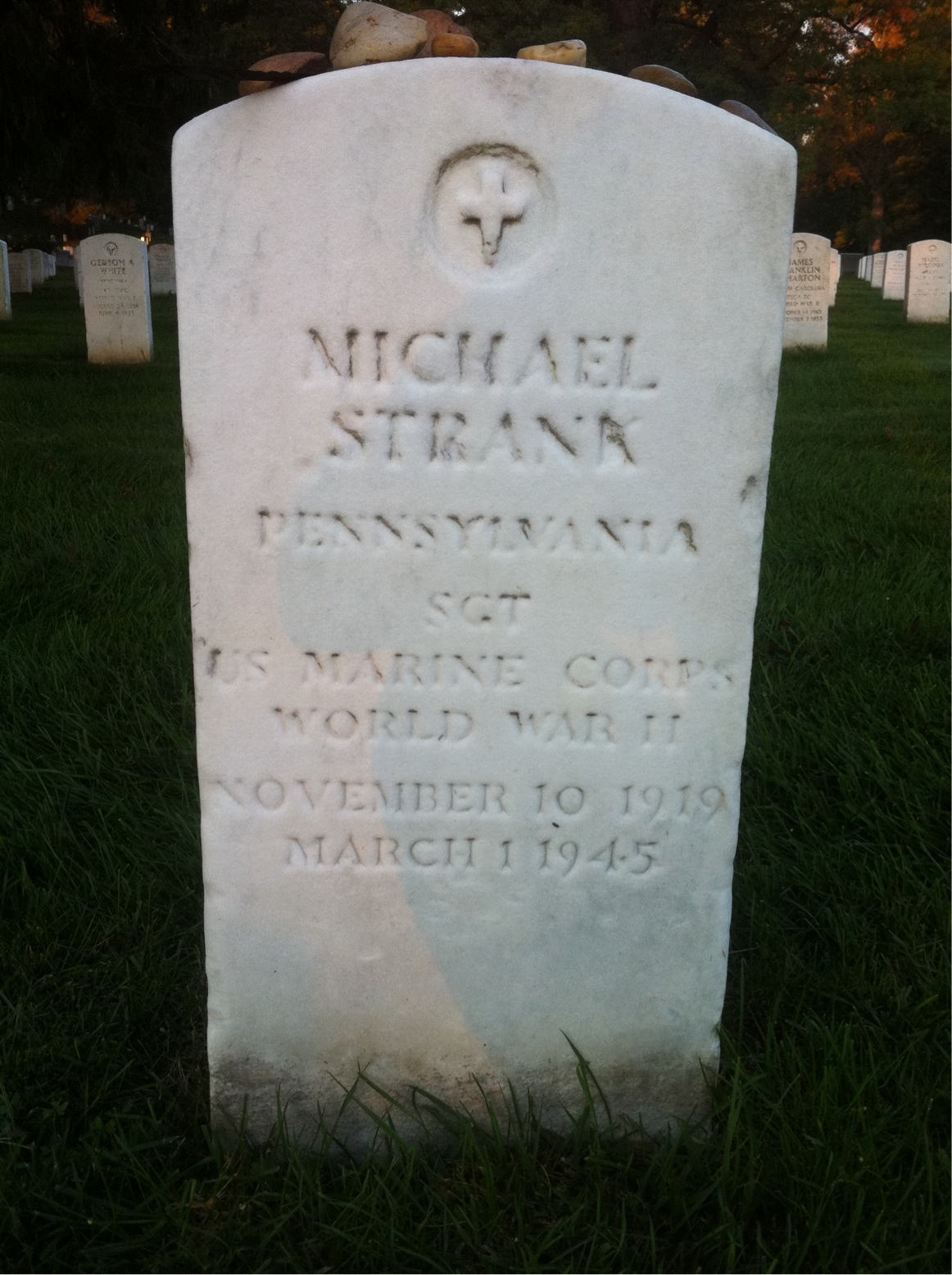
Grób sierż. Michaela Stranka na Cmentarzu Narodowym w Arlington

Figura sierż. Michaela Stranka jest częścią Marine Corps War Memorial, odsłoniętego 10 listopada 1954. Pomnik wojskowego znajduje się również w mieście Franklin, gdzie imieniem Stranka nazwano też most.
W 2015 odsłonięto jego pomnik w Użhorodzie.
W filmie Sztandar chwały (2006), w reżyserii Clinta Eastwooda, w rolę Michaela Stranka wcielił się kanadyjski aktor Barry Pepper. W 2016 Rozhlas a televízia Slovenska wyprodukowała poświęcony pamięci sierżanta film dokumentalny pt. Chlapec, ktorý chcel byť prezidentom.

## Ordery i odznaczenia
- Brązowa Gwiazda z literą „V”
- Purpurowe Serce
- Navy Presidential Unit Citation
- Medal za Dobre Zachowanie
- Medal Kampanii Amerykańskiej
- Medal Kampanii Azji-Pacyfiku
- Navy Combat Action Ribbon
- Medal Amerykańskiej Służby Obronnej
- Medal Zwycięstwa w II Wojnie Światowej